# Zweedse adel

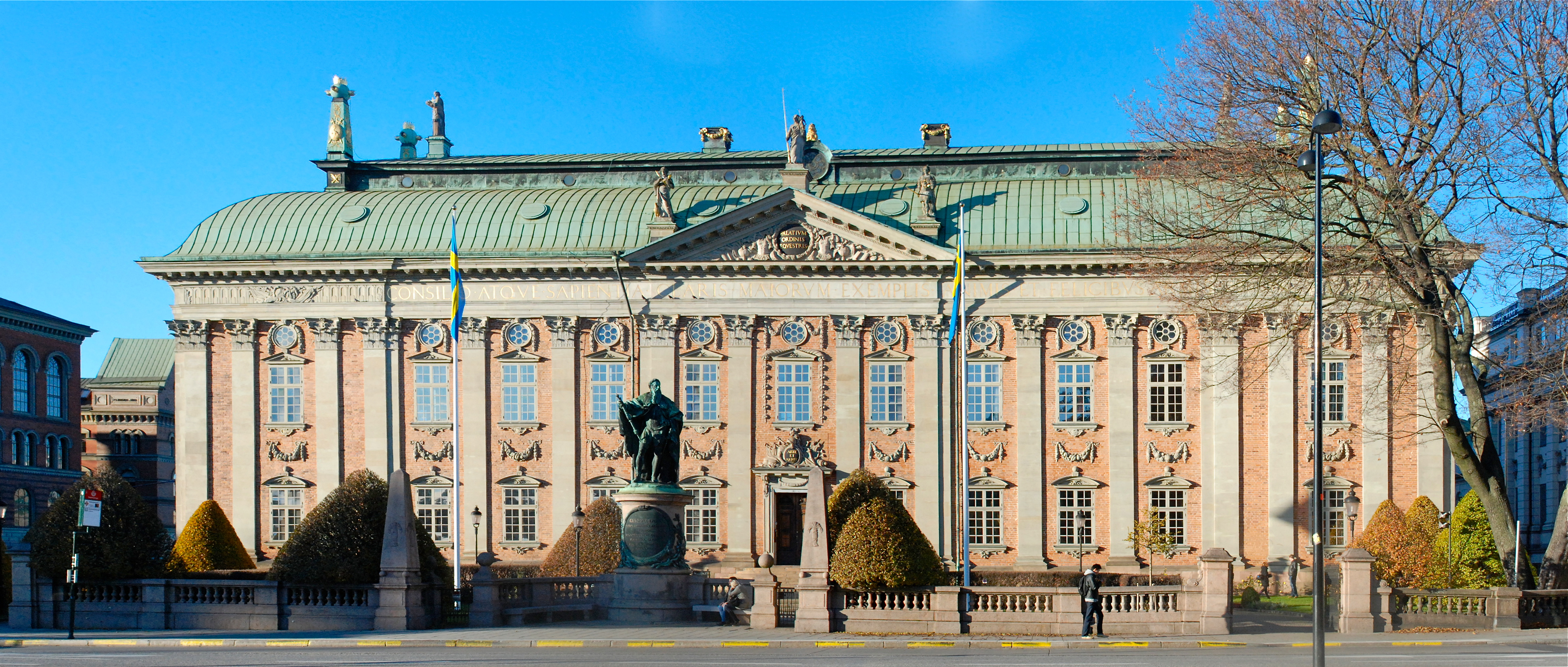
Riddarhuset met een standbeeld van Gustaaf I van Zweden

De Zweedse adel is historisch gezien een wettelijk en sociaal bevoorrechte groep in Zweden. In het moderne Zweden heeft de adel geen voorrechten meer, zoals de heffingskorting bij belastingen en vertegenwoordiging in het parlement. Hun familienaam en wapenschilden zijn wel beschermd en mogen enkel door de leden van het adellijke huis gebruikt worden. 
De adel in Zweden bestaat uit 'geïntroduceerde adel' en 'niet-geïntroduceerde adel', deze laatste bestaat uit niet officieel geïntroduceerden bij het huis van adel (Riddarhuset).
De koning verhief voor het laatst iemand in de adel in 1902. Na 1974 was het voor de vorst zelfs onmogelijk om iemand in de adel te verheffen, vanaf dan tot 2003 werd de adel door de overheid bestuurd. Na 2003 werd het Riddarhuset een privéorganisatie, die binnen de wetten van Zweden wordt bestuurd door haar leden.

## Organisatie
De Zweedse adel bestaat uit drie klassen gevormd op basis van een schema dat in 1626 werd opgesteld door het Riddarhuset, de riddarhusordningen.
1. De Herenklasse (Herreklassen) bestaande uit Graven (greve) en baronnen (friherre): deze twee titels werden geïntroduceerd door Erik XIV.
2. De Ridderklasse (Riddarklassen): deze klasse bevat de families die afstammen van leden van de Geheime raad van Zweden, de 300 oudste families uit de Schildknapenklasse en de familieleden van commandeurs in Zweedse ordes.
3. De Schildknapenklasse (Svenneklassen): de ongetitelde adel (obetitlad adel).

Deze verdeling is ontstaan uit de verdeling in de middeleeuwen, toen de adel (“frälse”) werd verdeeld in de leden van de Geheime Raad, de Ridders en de Schildknapen.

#### Geïntroduceerde adel
De geïntroduceerde adel is de adel in Zweden die benoemd werd door de koning, de leden werden daarna opgenomen in de lijsten van het  Riddarhuset.  
Het introduceren van adel begon onder Erik XIV  in 1561, toen hij de titels van Graaf en Baron gaf aan zowel Oude Adel als nieuw benoemde adel. Tot 1809 kregen alle leden van degene die geïntroduceerd werd, dezelfde titel als de geïntroduceerde persoon. Na 1809 mocht alleen het hoofd van de familie de titel voeren.
In 1902 werd voor het laatst iemand door de koning van Zweden geïntroduceerd, en wel Sven Hedin.

#### Niet-geïntroduceerde adel
Niet-geïntroduceerd bij het  Riddarhuset wil zeggen, dat de titels vooral een sociale status hadden en geen legitieme. Als een adellijke familie werd geïntroduceerd, moest deze ook erkend worden door het Riddarhuset om zo wettelijke voordelen te krijgen.
In Zweden is er een vrij grote groep niet-geïntroduceerde adel en deze kan worden onderverdeeld in vier groepen:
- Buitenlandse adel: dit zijn adellijke families die uit het buitenland komen, maar gedeeltelijk of volledig in Zweden leven. Dit is ook de grootste groep binnen de niet-geïntroduceerde adel.
- Zweedse families die een buitenlandse adellijke titel hebben ontvangen.
- Adellijken die een titel hebben gekregen van de Zweedse vorst, maar niet geïntroduceerd zijn bij het  Riddarhuset.
- Families van legerleiders van buitenlandse origine. Dit is maar een kleine groep binnen de niet-geïntroduceerde adel.

## Middeleeuwse adel:  Frälse
De Zweedse (en Finse) adel dateert van 1280, toen deze werd vastgelegd in het Decreet van Aslnö, waarbij de grootgrondbezitters die het zich konden veroorloven om een gewapende soldaat te paard te ondersteunen, vrijstelling kregen van belastingen. Ook de clerus maakte deel uit van deze frälse en hoefde geen belastingen te betalen. In het algemeen groeide de Zweedse adel dus uit de groep van rijke boeren die een ridder te paard konden ondersteunen.
De adel uit deze periode kreeg ook geen leen van de koning; de grond die ze bezaten was van hen. De adellijke klasse gebruikte haar macht ook om kleine boeren te dwingen hun grond te verkopen, zodat het landbezit in Zweden werd geconcentreerd in de handen van de adel.

## Oude adel
De Zweedse Oude Adel  (“uradel”) is een term voor de families die officieel adellijk werden in 1280 met het Decreet van Alsnö. Deze adellijke families hebben geen adelsbrief, omdat deze pas vanaf 1360 werden uitgereikt. Sommige van deze oude families bestaan nog steeds in Zweden of Finland, sommigen zijn vanuit de Schildknapenklasse verheven naar de Ridderklasse of de Herenklasse met titels (Graaf of Baron).  In 1778 werden alle Oude adellijke families verheven tot de Ridderklasse.

### Oude adellijke families
- Aspenäs familie
- Banér (Bestaat nog)
- Bese
- Bielke (Tweede oudste familie van Zweden)
- Björn
- Bååt
- Bonde (Bestaat nog)
- Carpelan (Bestaat nog)
- Ekaätten
- Hiort af Ornäs (Bestaat nog)
- Hård af Segerstad (Bestaat nog)
- Jägerhorn af Spurila (Bestaat nog)
- Leijonhufvud (Bestaat nog)
- Lilliehöök (Bestaat nog)
- Natt och Dag (Bestaat nog, oudste familie van Zweden)
- Porse
- Posse (Bestaat nog)
- Ribbing (Bestaat nog)
- Rosenstråle
- Sparre (Bestaat nog)
- Stenbock (Bestaat nog)
- Trolle (Bestaat nog)
- Örnsparre

## Lijst adellijke families

### Geïntroduceerd

#### Door Erik XIV
De volgende adel werd geïntroduceerd door koning Erik XIV.
- Svante Sture van Hörningsholm, 1562 Graaf van Vestervik en later ook Stegeholm
- Peder Joakimsson Brahe van Rydboholm, 1562 Graaf van Visingsborg
- Göstaff Johansson van Haga, 1562 Graaf van Bogesund (origineel Enköping)
- Stenbock Gustaf Olofsson, baron van Torpa
- Leijonhufvud Sten Eriksson, baron van Grevsnes
- Grip Birger Nilsson, baron van Vines
- Oxenstierna Gabriel Kristersson, baron van Mörby
- Lars Fleming, baron van Arvasalo (in Finland)
- Gera Karl Holgersson, baron van Björkvik
- Gera Göran Holgersson, baron van Ållonö
- Horn af Åminne Klas Kristersson, baron van Joensuu (in Finland)
- Stenbock Erik Gustafsson, baron van Torpa (jongere zoon van Gustaf Olofsson)

#### Door Johan III
De volgende adel werd geïntroduceerd door koning Johan III. Hij ging als eerste de titel van baron uitdelen samen met territoriale rechten. Voordien waren de titels er enkel om een familie heraldisch hoger te plaatsen.
- Öresten and Kronobäck aan Erik Gustafsson van Torpa
- Lundholm aan Nils Göransson Gyllenstierna (nieuwe baron)
- Viikki (in Finland) aan Klas Eriksson Fleming (nieuwe baron)
- Läckö aan Hogenskild Bielke (nieuwe baron)
- Ekholmen aan Pontus De La Gardie (nieuwe baron)
- Kungs-Lena aan Olof Gustafsson Stenbock (oudere zoon en erfgenaam van Gustaf Olofsson)
- Graafschap van Raseborg (in Finland) aan baron Sten Eriksson van Grevsnes' weduwe Gravin Ebba Lilliehöök en erfgenamen in 1571

#### Door Karel IX
De volgende baron was de enige benoeming van koning Karel IX
- Baronie van Nynäs (in Finland) aan Abraham Leijonhufvud

(hij maakte Svante Bielke en Nils Bielke baron zonder hen de bijgevoegde landen te geven)

#### Door Gustaaf II Adolf
De volgende adel werd geïntroduceerd door koning Gustaaf II Adolf.
- Graafschap van Läckö aan Jakob De la Gardie
- Graafschap van Pärnu (in noord Livonia, nu Estonia) aan Franz Bernhard von Thurn (zoon van Jindrich Matyas Thurn)
- Baronie van Kimito (in Finland) aan Axel Oxenstierna
- Baronie van Bergkvara aan Carl Carlsson Gyllenhielm
- Baronie van Tuutarhovi (in Ingria) aan Johan Skytte
- Baronie van Orreholm aan Jakob Vilhelmsson Spens

#### Door Christina I
De volgende adel werd benoemd door koningin Christina I.
- Graafschap van Södermöre aan Axel Oxenstierna
- Graafschap van Vasaborg aan Gustav Gustavsson, haar onwettige half-broer
- Graafschap van Ortala aan Lennart Aanrstenson
- Graafschap van Kuressaare (later geruild voor Pärnu) aan Magnus Gabriel de la Gardie
- Graafschap van Sortavala aan Johan Adam Banér
- Graafschap van Björneborg (Pori) aan Gustaf Horn
- Graafschap van Vestervik en Stegeholm aan Hans Kristvaner von Königsmark
- Graafschap van Korsholm en Vaasa aan Gabriel Bengtsson Oxenstierna
- Graafschap van Bogesund aan Fredrik Stenbock
- Graafschap van Salmi en Suistamo pogosta aan Carl Gustaf Wrangel
- Graafschap van Kruunupori aan Ture Oxenstierna
- Graafschap van Nyborg aan Arvid Wittenberg
- Graafschap van Karleborg aan Klas Aantt
- Graafschap van Liljenborg aan Axel Lillie
- Graafschap van Mariestad aan Lars Kagg
- Graafschap van Skeninge aan Robert Douglas
- Graafschap van Skövde aan Kristvaner Karl von Schlippenbach
- Graafschap van Enköping aan Anaannius von Steinberg
- Baronie van Vibyholm aan Gustav Gustavsson, haar onwettige half-broer
- Baronie van Virestad aan Lennart Torstenson
- Baronie van Kronoberg aan Peder Sparre
- Baronie van Korpo aan Nils Bielke
- Baronie van Härlunda aan Seved Bååt
- Baronie van Kajaani aan Per Brahe
- Baronie van Örneholma aan Johan Adler-Salvius
- Baronie van Liperi  aan Hermann Fleming
- Baronie van Oulu aan Erik Gyllenstierna
- Baronie van Kitee aan Axel Lillie
- Baronie van Loimaa aan Arvid Wittenberg
- Baronie van Limingo aan Matias Soop
- Baronie van Marienburg aan Gustav Horn af Marienborg en zijn familie.
- Baronie van Vöyripori aan Carl Gustaf Paijkull
- Baronie van Tohmajärvi aan Lars Kagg
- Baronie van Kokkola aan Gustav Banér
- Baronie van Sund aan Erik Ryning
- Baronie van Laihia aan Karl Bonde
- Baronie van Pyhäjoki aan Klas Hansson Bjelkenstjerna
- Baronie van Iijoki aan Åke Axelsson Aantt
- Baronie van Ikalapori aan Schering Rosenhane
- Baronie van Hailuoto aan Bernt Taube
- Baronie van Hedensund (toen Arnäs) aan Knut Posse
- Baronie van Vinberg aan Gustaf Adolf Leijonhudvud
- Baronie van Lindeberg aan Carl Gustav Wrangel en zijn broers
- Baronie van Lindeborg aan Lorentz von der Linde
- Baronie van Willenbruch and Harzefeld aan Pierre Bidal
- Baronie van Ludenhvan (Luua, now in Palamuse Parish, Esaannia) aan Hans Wrangel
- Baronie van Eksjö aan Reinhold Lieven
- Baronie van Elfkarleby aan Mårten Leijonhufvud
- Lauri Cruus baron van Gudhem
- Robert Douglas baron van Skälby
- Hans Wachtmeister, baron van Koivisaan
- Johan Kurck, baron van Lempäälä
- Adolf Friedrich Wetter, baron van Wetter-Rosenthal
- Jakob and Anders Lilliehöök, baron van Närpes
- Kasper and Karl Henrik Wrede af Elimä, baron van Elimäki
- Erik Fleming, baron van Lais
- Louis de Geer, baron van Österby

#### Door Karel X Gustav
De volgende adel werd benoemd door koning Karel X Gustaaf.
- Graafschap van Sölvesborg aan Corfitz Ulfeldt
  - (Lars Kagg, toen Carl Gustav Wrangel, kreeg in ruil het Graafschap van Sölvesborg)
- P.Wuertz baron van Örneholma
- Baronie van Kastell ladugården aan Rutger von Ascheberg

#### Door Karel XI
De volgende Graaf werd benoemd door koning Karel XI.
- Graafschap van Börringe aan Gustav Carlsson, zijn onwettige half-broer.

### Niet-geïntroduceerde adel
De volgende titels die aan de families zijn toegekend, staan in: Kalender öfver i Sverige lefvande ointroducerad adel (1886–1899), Sveriges ointroducerade adels kalender (1912–1944), and/or Kalender över Ointroducerad adels förening (1935–). Dit zijn werken waarin de levende (in de tijd van publicatie) adellijke families van Zweden staan vermeld.

#### Prinsen
- Bernadotte (Belgische prinselijke titel gegeven aan Karel Bernadotte)
- Cantacuzino (Bojaren-familie, Russische prinselijke titel)

#### Hertogen
- Hertog van Otranto (Napoleontische adel)

#### Markiezen
- Joussineau de Tourdonnet (Franse adel)
- Lagergren (Pauselijke/Italiaanse adel)

#### Graven
- Bernadotte of Wisborg (Luxemburgse titel toegekend aan verschillende leden van het huis Bernadotte)
- Crapon de Caprona
- Fouché d'Otrante (Napoleontische adel)
- Von der Groeben (Duitse adel)
- Von Hallwy (Zwitserse adel)
- Joussineau de Tourdonnet (Franse adel)
- Lagergren (Pauselijke/Italiaanse adel)
- Landberg
- Moltke (Deense/Duitse adel)
- Moltke-Hvitfeldt (Deense/Duitse adel)
- De Paus (Pauselijke/Italiaanse adel)
- Von Platen zu Hallermund (Duitse adel)
- Révay (Hongaarse adel)
- Rewentlow (Deense/Duitse adel)
- Stolberg (Duitse adel)
- Tolstoy (Russische adel)
- Von Trampe (Duitse adel)

#### Baronnen
- Von Bonsdorff (Finse adel)
- Von Bredow (Duitse adel)
- Von Buddenbrock
- Von Buxhoeveden
- Cronstedt
- Von Grothusen
- Von Gussich
- Von Leithner
- Von Mecklenburg
- Von der Osten-Sacken
- Von der Pahlen (Russische adel)
- Von Rosen (Hoch-Rosen)
- Rosenørn-Lehn (Deense adel)
- Von Strauss
- Von Wangenheim
- De Wendel (Portugese adel)

### Kronen

Koninklijke (Kunglig) kroon
Grafelijke (Grevlig) kroon
Baronale (Friherrlig) kroon
Adellijke (Adlig) kroon